# Dmitrij Chochłow
Dmitrij Waleriewicz Chochłow (ros. Дмитрий Валерьевич Хохлов; ur. 22 grudnia 1975 w Krasnodarze) – rosyjski piłkarz grający na pozycji środkowego pomocnika oraz trener piłkarski.

## Kariera piłkarska
Chochłow pochodzi z Krasnodaru. Jest wychowankiem klubu Kubań Krasnodar. W Kubaniu występował w drużynach juniorskich i nie zdołał zadebiutować w pierwszej drużynie, gdyż już w 1993 roku przeszedł do CSKA Moskwa. Wtedy też zadebiutował w barwach CSKA w Premier Lidze, ale był to jego jedyny mecz w tamtym sezonie. W 1994 roku także tylko raz pojawił się na boisku rosyjskiej ligi, a w 1995 był już podstawowym zawodnikiem klubu i w latach 1995-1996 dwukrotnie zajął z nim 5. miejsce w lidze. W 1997 roku przeszedł do lokalnego rywala CSKA, Torpeda Moskwa, gdzie kontynuował wysoką formę (9 goli w lidze), ale zespół zakończył sezonu w środku tabeli.
Zimą 1998 roku Chochłow wyjechał z Rosji i przeszedł do holenderskiego PSV Eindhoven, gdzie z początku był rezerwowym, ale z czasem zaczął występować w wyjściowej jedenastce. Jeszcze w 1998 roku został wicemistrzem Holandii. W sezonie 1998/1999 dołączył do niego rodak, Jurij Nikiforow, ale zespół z Eindhoven zajął dopiero 3. miejsce w Eredivisie. W sezonie 1999/2000 PSV po 3 latach w końcu wywalczyło prymat, ale Chochłow w trakcie sezonu odszedł z zespołu. Dla PSV wystąpił łącznie w 60 ligowych meczach i zdobył 9 goli.
W zimowym oknie transferowym 2000 roku został piłkarzem Realu Sociedad. W Primera División zadebiutował 5 stycznia w przegranym 1:3 wyjazdowym meczu z FC Barcelona. W Realu, podobnie jak w PSV, występował w pierwszym składzie, jednak w pierwszych trzech sezonach drużyna ta zajmował 13. pozycję w La Liga. Dopiero w sezonie 2002/03 do końca sezonu walczyła o mistrzostwo Hiszpanii, które ostatecznie zdobył Real Madryt. Chochłow dla Sociedadu wystąpił 111 razy i strzelił 14 bramek.
Na początku 2003 roku Rosjanin powrócił do ojczyzny i zaliczył swój trzeci moskiewski klub w karierze, Lokomotiw Moskwa. W pierwszym swoim sezonie zajął z nim 4. miejsce w Premier Lidze, a na koniec sezonu dotarł do 1/8 finału Ligi Mistrzów. W 2004 roku natomiast jako lider drugiej linii poprowadził zespół do wywalczenia mistrzostwa Rosji. Natomiast w 2005 roku zakończył z Lokomotiwem sezon na najniższym 3. stopniu podium.
W 2006 roku Chochłow na zasadzie wolnego transferu trafił do Dinama Moskwa, przeżywającego wówczas kłopoty kadrowe i organizacyjne. Przez cały sezon był jednym z lepszych piłkarzy klubu, który z trudnością utrzymał się w lidze, zajmując niską 14. lokatę.
| Sezon     | Klub             | Kraj      | Liga             | Mecze | Bramki |
| --------- | ---------------- | --------- | ---------------- | ----- | ------ |
| 1993      | CSKA Moskwa      | Rosja     | Wysszaja liga    | 1     | 0      |
| 1994      | CSKA Moskwa      | Rosja     | Wysszaja liga    | 1     | 0      |
| 1995      | CSKA Moskwa      | Rosja     | Wysszaja liga    | 30    | 5      |
| 1996      | CSKA Moskwa      | Rosja     | Wysszaja liga    | 30    | 10     |
| 1997      | Torpedo Moskwa   | Rosja     | Wysszaja liga    | 33    | 9      |
| 1997/98   | PSV Eindhoven    | Holandia  | Eredivisie       | 14    | 1      |
| 1998/99   | PSV Eindhoven    | Holandia  | Eredivisie       | 33    | 5      |
| 1999/2000 | PSV Eindhoven    | Holandia  | Eredivisie       | 13    | 3      |
| 1999/2000 | Real Sociedad    | Hiszpania | Primera División | 21    | 3      |
| 2000/01   | Real Sociedad    | Hiszpania | Primera División | 37    | 4      |
| 2001/02   | Real Sociedad    | Hiszpania | Primera División | 35    | 5      |
| 2002/03   | Real Sociedad    | Hiszpania | Primera División | 8     | 2      |
| 2003      | Lokomotiw Moskwa | Rosja     | Priemjer-Liga    | 14    | 2      |
| 2004      | Lokomotiw Moskwa | Rosja     | Priemjer-Liga    | 24    | 6      |
| 2005      | Lokomotiw Moskwa | Rosja     | Priemjer-Liga    | 30    | 3      |
| 2006      | Dinamo Moskwa    | Rosja     | Priemjer-Liga    | 25    | 2      |
| 2007      | Dinamo Moskwa    | Rosja     | Priemjer-Liga    | 29    | 4      |
| 2008      | Dinamo Moskwa    | Rosja     | Priemjer-Liga    | 27    | 2      |
| 2009      | Dinamo Moskwa    | Rosja     | Priemjer-Liga    | 29    | 2      |
| 2010      | Dinamo Moskwa    | Rosja     | Priemjer-Liga    | 20    | 1      |

### Kariera reprezentacyjna
W 1996 roku Chochłow został powołany do reprezentacji Rosji na Mistrzostwa Europy w Anglii, pomimo że nie zaliczył wcześniej debiutu w kadrze narodowej. 16 czerwca wystąpił w drugim meczu grupowym z Niemcami zaliczając tym samym swój pierwszy występ w "Sbornej". 3 dni później wystąpił też w meczu z Czechami, zremisowanym 3:3, po którym Rosja odpadła z turnieju.
Przez kolejne lata Chochłow bywał regularnie powoływany do rosyjskiej reprezentacji, a w 2002 roku selekcjoner Oleg Romancew zabrał go na Mistrzostwa Świata w Korei Południowej i Japonii. W pierwszych dwóch spotkaniach, z Tunezją (2:0) oraz Japonią (0:1) wchodził na boisko jako rezerwowy, a w meczu z Belgią (2:3) wystąpił przez pełne 90 minut. Rosja z 3 punktami odpadła z turnieju.
Karierę reprezentacyjną Chochłow zakończył w 2005 roku, w sierpniowym meczu z Łotwą. W kadrze narodowej wystąpił w 53 meczach i strzelił 6 bramek.

## Kariera trenerska
W 2011 rozpoczął karierę szkoleniową pomagając trenować Dinamo Moskwa. W 2012 stał na czele młodzieżówki, a potem tymczasowo pełnił funkcję głównego trenera Dinama. Od lata 2015 do końca roku trenował Kubań Krasnodar. W 2017 najpierw był trenerem drugiej drużyny Dinama Moskwa, potem kierował młodzieżówką, a 7 października 2017 został mianowany na stanowisko głównego trenera Dinama Moskwa.